# Philipp Scheidemann
Pour les articles homonymes, voir Scheidemann.
Philipp Heinrich Scheidemann est un homme d'État allemand, membre du SPD, né le 26 juillet 1865 à Cassel et mort le 29 novembre 1939 à Copenhague.
Il est le deuxième chancelier de la république de Weimar après Friedrich Ebert.

## Biographie
Né à Cassel, Philipp Scheidemann devient typographe et rejoint la social-démocratie dès 1883. À partir de 1895, il travaille comme journaliste pour différents journaux sociaux-démocrates. De 1903 à 1918, il est député au Reichstag et se lance dans une brillante carrière de parlementaire où s’expriment ses talents d’orateur : à partir de 1911, il fait partie de la présidence du Parti social-démocrate d'Allemagne (Sozialdemokratische Partei Deutschlands, SPD) et, à partir de 1913, de la direction de son groupe parlementaire au Reichstag, dont il devient président en 1917. 
Tête de file du SPD aux côtés de Friedrich Ebert pendant la Première Guerre mondiale, Scheidemann appartient à la majorité du parti, les « majoritaires », qui soutiennent le gouvernement impérial. Les minoritaires, opposés à la guerre, sont exclus et forment l'USPD (Parti social-démocrate indépendant). Scheidemann se prononce résolument pour une « paix des braves » sans annexions. En octobre 1918, il est nommé secrétaire d’État sans portefeuille dans le cabinet du prince Max de Bade.

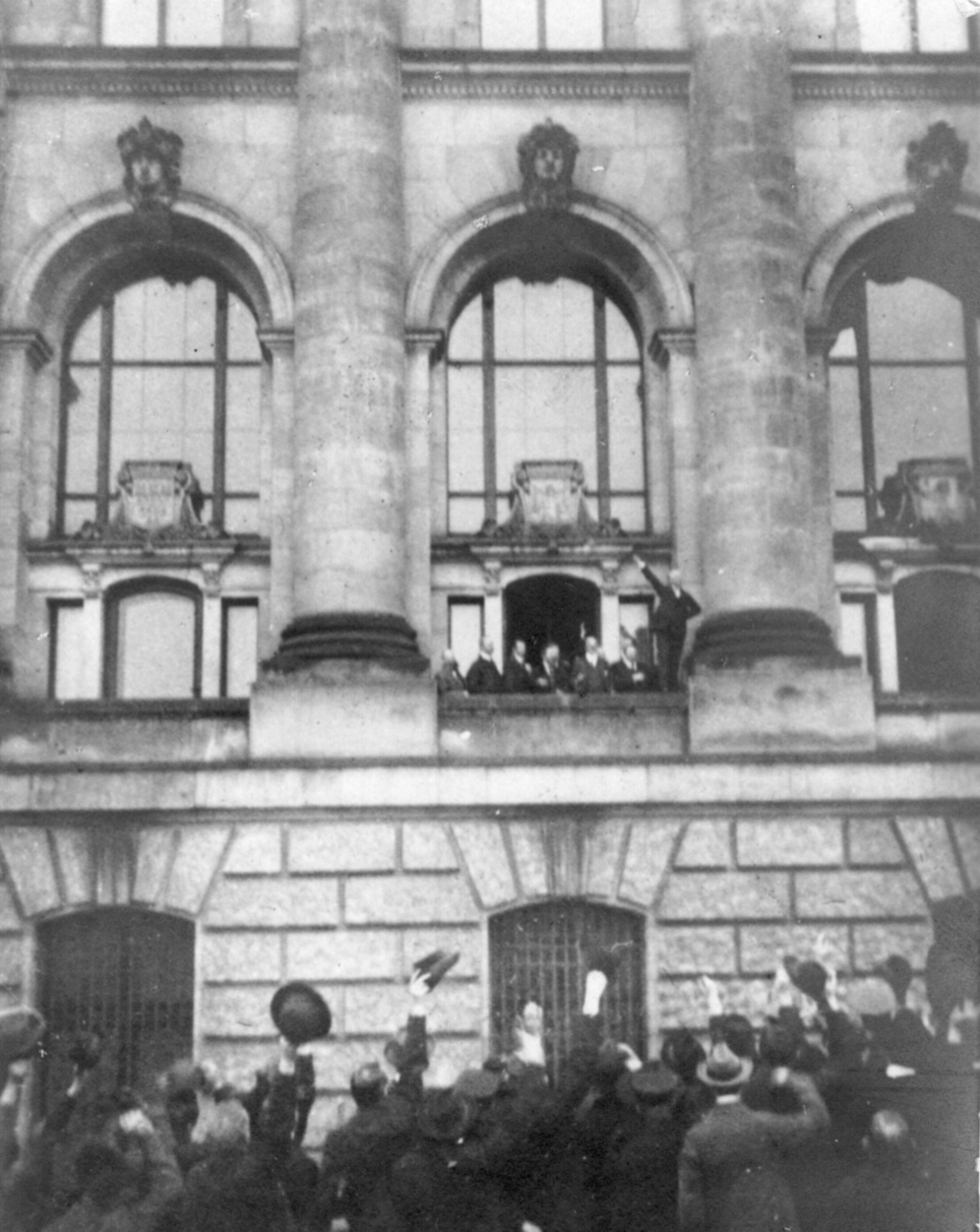
Proclamation de la République par Philipp Scheidemann, le 9 novembre 1918, du haut du balcon ouest du Reichstag (deuxième au nord du portique).

Après l’éclatement de la révolution de novembre, c’est Scheidemann qui proclame le 9 novembre 1918 à Berlin depuis une fenêtre du Reichstag, sans avoir consulté Ebert, la « République allemande », pour devancer la proclamation d’une république socialiste par Karl Liebknecht. De novembre 1918 à janvier 1919, Scheidemann siège au Conseil des commissaires du peuple présidé par Ebert, qui réprime l'insurrection spartakiste. 

### Chancelier
En février 1919, il devient le premier chancelier du Reich républicain. Il dirige un gouvernement de coalition formée du SPD, du Zentrum et du Parti démocrate allemand (Deutsche Demokratische Partei, DDP), la « coalition de Weimar ». Mais le 19 juin 1919, il quitte ses fonctions, car il juge le traité de Versailles inacceptable et refuse de le signer. Il siège à l’Assemblée constituante en 1919 et 1920, puis au Reichstag de 1920 à 1933. De 1920 à 1925, il est maire de Cassel.
Il s’exile en 1933, à l’arrivée au pouvoir d'Adolf Hitler, et meurt en novembre 1939 à Copenhague. Ses Mémoires d’un social-démocrate (Memoiren eines Sozialdemokraten, 2 volumes) ont été publiés en 1928.

## Dans la fiction
- 1955 : Ernst Thälmann – Sohn seiner Klasse, film de Kurt Maetzig, joué par Hans Flössel (de).
- Theodor Plievier, L'Empereur partit, les généraux restèrent, Plein Chant, Bassac 2021,  (ISBN 978-2-85452-356-0).